# 6 Horas de Nürburgring 2016
Las 6 Horas de Nürburgring 2016 fue un evento de carreras deportivas de resistencia celebrado en Nürburgring, Nürburg, Alemania los días 22 a 24 de julio de 2016. La ronda de Nürburgring fue la cuarta carrera de la Temporada 2016 del Campeonato Mundial de Resistencia.
La carrera fue ganada por los Campeones Mundiales de Resistencia 2015, Mark Webber, Brendon Hartley y Timo Bernhard con Porsche. Fue su primera victoria de la temporada.

## Clasificación
Los ganadores de las poles en cada clase están marcados en negrita.
| Pos | Clase     | Equipo                           | Tiempo   | Grilla |
| --- | --------- | -------------------------------- | -------- | ------ |
| 1   | LMP1      | No. 7 Audi Sport Team Joest      | 1:39.444 | 1      |
| 2   | LMP1      | No. 8 Audi Sport Team Joest      | 1:39.710 | 2      |
| 3   | LMP1      | No. 1 Porsche Team               | 1:39.861 | 3      |
| 4   | LMP1      | No. 2 Porsche Team               | 1:39.893 | 4      |
| 5   | LMP1      | No. 6 Toyota Gazoo Racing        | 1:40.639 | 5      |
| 6   | LMP1      | No. 5 Toyota Gazoo Racing        | 1:40.748 | 6      |
| 7   | LMP1      | No. 13 Rebellion Racing          | 1:46.081 | 7      |
| 8   | LMP1      | No. 4 ByKolles Racing Team       | 1:46.907 | 8      |
| 9   | LMP1      | No. 12 Rebellion Racing          | 1:47.026 | 9      |
| 10  | LMP2      | No. 26 G-Drive Racing            | 1:48.984 | 10     |
| 11  | LMP2      | No. 36 Signatech Alpine          | 1:49.727 | 11     |
| 12  | LMP2      | No. 42 Strakka Racing            | 1:49.762 | 12     |
| 13  | LMP2      | No. 43 RGR Sport by Morand       | 1:50.105 | 13     |
| 14  | LMP2      | No. 44 Manor                     | 1:50.372 | 14     |
| 15  | LMP2      | No. 27 SMP Racing                | 1:50.948 | 15     |
| 16  | LMP2      | No. 31 Extreme Speed Motorsports | 1:51.194 | 16     |
| 17  | LMP2      | No. 45 Manor                     | 1:51.294 | 17     |
| 18  | LMP2      | No. 37 SMP Racing                | 1:51.667 | 18     |
| 19  | LMP2      | No. 35 Baxi DC Racing Alpine     | 1:52.506 | 19     |
| 20  | LMP2      | No. 30 Extreme Speed Motorsports | 1:56.462 | 20     |
| 21  | LMGTE Pro | No. 95 Aston Martin Racing       | 2:01.172 | 21     |
| 22  | LMGTE Pro | No. 66 Ford Chip Ganassi Team UK | 2:01.959 | 22     |
| 23  | LMGTE Pro | No. 97 Aston Martin Racing       | 2:02.220 | 23     |
| 24  | LMGTE Pro | No. 51 AF Corse                  | 2:02.512 | 24     |
| 25  | LMGTE Pro | No. 67 Ford Chip Ganassi Team UK | 2:03.256 | 25     |
| 26  | LMGTE Pro | No. 77 Dempsey-Proton Racing     | 2:03.681 | 26     |
| 27  | LMGTE Am  | No. 88 Abu Dhabi-Proton Racing   | 2:06.011 | 27     |
| 28  | LMGTE Am  | No. 78 KCMG                      | 2:06.197 | 28     |
| 29  | LMGTE Am  | No. 98 Aston Martin Racing       | 2:06.372 | 29     |
| 30  | LMGTE Am  | No. 83 AF Corse                  | 2:06.589 | 30     |
| 31  | LMGTE Pro | No. 71 AF Corse                  | 2:06.745 | 31     |
| 32  | LMGTE Am  | No. 50 Larbre Compétition        | 2:09.127 | 32     |
| 33  | LMGTE Am  | No. 86 Gulf Racing               | 2:09.820 | 33     |

## Carrera
Resultados por clase
| Pos. general | Pos. clase | Clase     | N.° | Escudería                 | Pilotos                                                 | Automóvil                 | Vueltas | Tiempo/Retirado | Campeonato | Campeonato |
| Pos. general | Pos. clase | Clase     | N.° | Escudería                 | Pilotos                                                 | Automóvil                 | Vueltas | Tiempo/Retirado | Pos.       | Puntos     |
| LMP          | LMP        | LMP       | LMP | LMP                       | LMP                                                     | LMP                       | LMP     | LMP             | LMP        | LMP        |
| ------------ | ---------- | --------- | --- | ------------------------- | ------------------------------------------------------- | ------------------------- | ------- | --------------- | ---------- | ---------- |
| 1            | 1          | LMP1      | 1   | Porsche Team              | Timo Bernhard Mark Webber Brendon Hartley               | Porsche 919 Hybrid        | 194     | 6:01:16.183     | 1          | 25         |
| 2            | 2          | LMP1      | 8   | Audi Sport Team Joest     | Lucas Di Grassi Loïc Duval Oliver Jarvis                | Audi R18                  | 194     | +53.787         | 2          | 18         |
| 3            | 3          | LMP1      | 7   | Audi Sport Team Joest     | Marcel Fässler André Lotterer                           | Audi R18                  | 194     | +54.483         | 3          | 15         |
| 4            | 4          | LMP1      | 2   | Porsche Team              | Romain Dumas Neel Jani Marc Lieb                        | Porsche 919 Hybrid        | 194     | +1:37.324       | 4          | 12         |
| 5            | 5          | LMP1      | 5   | Toyota Gazoo Racing       | Anthony Davidson Sébastien Buemi Kazuki Nakajima        | Toyota TS050 Hybrid       | 193     | +1 vuelta       | 5          | 10         |
| 6            | 6          | LMP1      | 6   | Toyota Gazoo Racing       | Stéphane Sarrazin Mike Conway Kamui Kobayashi           | Toyota TS050 Hybrid       | 190     | +4 vueltas      | 6          | 8          |
| 7            | 7          | LMP1      | 13  | Rebellion Racing          | Mathéo Tuscher Dominik Kraihamer Alexandre Imperatori   | Rebellion R-One-AER       | 178     | +16 vueltas     | 7          | 6          |
| 8            | 1          | LMP2      | 36  | Signatech Alpine          | Gustavo Menezes Nicolas Lapierre Stéphane Richelmi      | Alpine A460-Nissan        | 178     | +16 vueltas     | 8          | 4          |
| 9            | 2          | LMP2      | 43  | RGR Sport by Morand       | Ricardo González Filipe Albuquerque Bruno Senna         | Ligier JS P2-Nissan       | 178     | +16 vueltas     | 9          | 2          |
| 10           | 3          | LMP2      | 31  | Extreme Speed Motorsports | Ryan Dalziel Pipo Derani Chris Cumming                  | Ligier JS P2-Nissan       | 176     | +18 vueltas     | 10         | 1          |
| 11           | 4          | LMP2      | 42  | Strakka Racing            | Nick Leventis Jonny Kane Lewis Williamson               | Gibson 015S-Nissan        | 176     | +18 vueltas     | 11         | 0.5        |
| 12           | 5          | LMP2      | 44  | Manor                     | Tor Graves Antônio Pizzonia Matthew Howson              | Oreca 05-Nissan           | 176     | +18 vueltas     | 12         | 0.5        |
| 13           | 6          | LMP2      | 37  | SMP Racing                | Vitaly Petrov Kirill Ladygin Viktor Shaytar             | BR01-Nissan               | 175     | +19 vueltas     | 13         | 0.5        |
| 14           | 7          | LMP2      | 35  | Baxi DC Racing Alpine     | David Cheng Ho-Pin Tung Nelson Panciatici               | Alpine A460-Nissan        | 175     | +19 vueltas     | 14         | 0.5        |
| 15           | 8          | LMP2      | 27  | SMP Racing                | Nicolas Minassian Maurizio Mediani                      | BR01-Nissan               | 175     | +19 vueltas     | 15         | 0.5        |
| 16           | 9          | LMP2      | 30  | Extreme Speed Motorsports | Scott Sharp Ed Brown Johannes van Overbeek              | Ligier JS P2-Nissan       | 172     | +22 vueltas     | 16         | 0.5        |
| 17           | 8          | LMP1      | 12  | Rebellion Racing          | Nicolas Prost Nick Heidfeld Mathias Beche               | Rebellion R-One-AER       | 171     | +23 vueltas     | 17         | 0.5        |
| Ret          | Ret        | LMP2      | 45  | Manor                     | Matt Rao Richard Bradley Roberto Merhi                  | Oreca 05-Nissan           | 149     | Retirado        | Ret        | Ret        |
| Ret          | Ret        | LMP1      | 4   | ByKolles Racing Team      | Simon Trummer Oliver Webb Pierre Kaffer                 | CLM P1/01-AER             | 98      | Retirado        | Ret        | Ret        |
| Ret          | Ret        | LMP2      | 26  | G-Drive Racing            | Roman Rusinov René Rast Alex Brundle                    | Oreca 05-Nissan           | 74      | Retirado        | Ret        | Ret        |
| LMP2         |            |           |     |                           |                                                         |                           |         |                 |            |            |
| 8            | 1          | LMP2      | 36  | Signatech Alpine          | Gustavo Menezes Nicolas Lapierre Stéphane Richelmi      | Alpine A460-Nissan        | 178     | 6:02:04.105     | 1          | 25         |
| 9            | 2          | LMP2      | 43  | RGR Sport by Morand       | Ricardo González Filipe Albuquerque Bruno Senna         | Ligier JS P2-Nissan       | 178     | +16.478         | 2          | 18         |
| 10           | 3          | LMP2      | 31  | Extreme Speed Motorsports | Ryan Dalziel Pipo Derani Chris Cumming                  | Ligier JS P2-Nissan       | 176     | +2 vueltas      | 3          | 15         |
| 11           | 4          | LMP2      | 42  | Strakka Racing            | Nick Leventis Jonny Kane Lewis Williamson               | Gibson 015S-Nissan        | 176     | +2 vueltas      | 4          | 12         |
| 12           | 5          | LMP2      | 44  | Manor                     | Tor Graves Antônio Pizzonia Matthew Howson              | Oreca 05-Nissan           | 176     | +2 vueltas      | 5          | 10         |
| 13           | 6          | LMP2      | 37  | SMP Racing                | Vitaly Petrov Kirill Ladygin Viktor Shaytar             | BR01-Nissan               | 175     | +3 vueltas      | 6          | 8          |
| 14           | 7          | LMP2      | 35  | Baxi DC Racing Alpine     | David Cheng Ho-Pin Tung Nelson Panciatici               | Alpine A460-Nissan        | 175     | +3 vueltas      | 7          | 6          |
| 15           | 8          | LMP2      | 27  | SMP Racing                | Nicolas Minassian Maurizio Mediani                      | BR01-Nissan               | 175     | +3 vueltas      | 8          | 4          |
| 16           | 9          | LMP2      | 30  | Extreme Speed Motorsports | Scott Sharp Ed Brown Johannes van Overbeek              | Ligier JS P2-Nissan       | 172     | +6 vueltas      | 9          | 2          |
| Ret          | Ret        | LMP2      | 45  | Manor                     | Matt Rao Richard Bradley Roberto Merhi                  | Oreca 05-Nissan           | 149     | Retirado        | Ret        | Ret        |
| Ret          | Ret        | LMP2      | 26  | G-Drive Racing            | Roman Rusinov René Rast Alex Brundle                    | Oreca 05-Nissan           | 74      | Retirado        | Ret        | Ret        |
| LMGTE        |            |           |     |                           |                                                         |                           |         |                 |            |            |
| Pos. general | Pos. clase | Clase     | N.° | Escudería                 | Pilotos                                                 | Automóvil                 | Vueltas | Tiempo/Retirado | Campeonato | Campeonato |
| Pos. general | Pos. clase | Clase     | N.° | Escudería                 | Pilotos                                                 | Automóvil                 | Vueltas | Tiempo/Retirado | Pos.       | Puntos     |
| 18           | 1          | LMGTE Pro | 51  | AF Corse                  | Gianmaria Bruni James Calado                            | Ferrari 488 GTE           | 170     | 6:02:26.320     | 1          | 25         |
| 19           | 2          | LMGTE Pro | 71  | AF Corse                  | Davide Rigon Sam Bird                                   | Ferrari 488 GTE           | 170     | +29.730         | 2          | 18         |
| 20           | 3          | LMGTE Pro | 95  | Aston Martin Racing       | Nicki Thiim Marco Sørensen                              | Aston Martin Vantage V8   | 170     | +47.394         | 3          | 15         |
| 21           | 4          | LMGTE Pro | 66  | Ford Chip Ganassi Team UK | Stefan Mücke Olivier Pla                                | Ford GT                   | 169     | +1 vuelta       | 4          | 12         |
| 22           | 5          | LMGTE Pro | 97  | Aston Martin Racing       | Richie Stanaway Darren Turner                           | Aston Martin Vantage V8   | 169     | +1 vuelta       | 5          | 10         |
| 23           | 6          | LMGTE Pro | 77  | Dempsey-Proton Racing     | Richard Lietz Michael Christensen                       | Porsche 911 RSR (2016)    | 169     | +1 vuelta       | 6          | 8          |
| 24           | 1          | LMGTE Am  | 98  | Aston Martin Racing       | Paul Dalla Lana Pedro Lamy Mathias Lauda                | Aston Martin Vantage V8   | 166     | +4 vueltas      | 7          | 6          |
| 25           | 2          | LMGTE Am  | 83  | AF Corse                  | François Perrodo Emmanuel Collard Rui Águas             | Ferrari F458 Italia       | 166     | +4 vueltas      | 8          | 4          |
| 26           | 3          | LMGTE Am  | 50  | Larbre Compétition        | Yutaka Yamagishi Pierre Ragues Paolo Ruberti            | Chevrolet Corvette C7-Z06 | 165     | +5 vueltas      | 9          | 2          |
| 27           | 4          | LMGTE Am  | 88  | Abu Dhabi-Proton Racing   | Khaled Al Qubaisi David Heinemeier Hansson Patrick Long | Porsche 911 RSR           | 164     | +6 vueltas      | 10         | 1          |
| 28           | 5          | LMGTE Am  | 86  | Gulf Racing               | Michael Wainwright Adam Carroll Ben Barker              | Porsche 911 RSR           | 164     | +6 vueltas      | 11         | 0.5        |
| 29           | 7          | LMGTE Pro | 67  | Ford Chip Ganassi Team UK | Marino Franchitti Andy Priaulx Harry Tincknell          | Ford GT                   | 155     | +15 vueltas     | 12         | 0.5        |
| EX           | EX         | LMGTE Am  | 78  | KCMG                      | Christian Ried Wolf Henzler Joël Camathias              | Porsche 911 RSR           | 166     | Excluido        | EX         | EX         |
| LMGTE Am     |            |           |     |                           |                                                         |                           |         |                 |            |            |
| 24           | 1          | LMGTE Am  | 98  | Aston Martin Racing       | Paul Dalla Lana Pedro Lamy Mathias Lauda                | Aston Martin Vantage V8   | 166     | 6:02:03.608     | 1          | 25         |
| 25           | 2          | LMGTE Am  | 83  | AF Corse                  | François Perrodo Emmanuel Collard Rui Águas             | Ferrari F458 Italia       | 166     | +1:02.201       | 2          | 18         |
| 26           | 3          | LMGTE Am  | 50  | Larbre Compétition        | Yutaka Yamagishi Pierre Ragues Paolo Ruberti            | Chevrolet Corvette C7-Z06 | 165     | +1 vuelta       | 3          | 15         |
| 27           | 4          | LMGTE Am  | 88  | Abu Dhabi-Proton Racing   | Khaled Al Qubaisi David Heinemeier Hansson Patrick Long | Porsche 911 RSR           | 164     | +2 vueltas      | 4          | 12         |
| 28           | 5          | LMGTE Am  | 86  | Gulf Racing               | Michael Wainwright Adam Carroll Ben Barker              | Porsche 911 RSR           | 164     | +2 vueltas      | 5          | 10         |
| EX           | EX         | LMGTE Am  | 78  | KCMG                      | Christian Ried Wolf Henzler Joël Camathias              | Porsche 911 RSR           | 166     | Excluido        | EX         | EX         |

Fuentes: FIA WEC.